# Naródnaya Volia

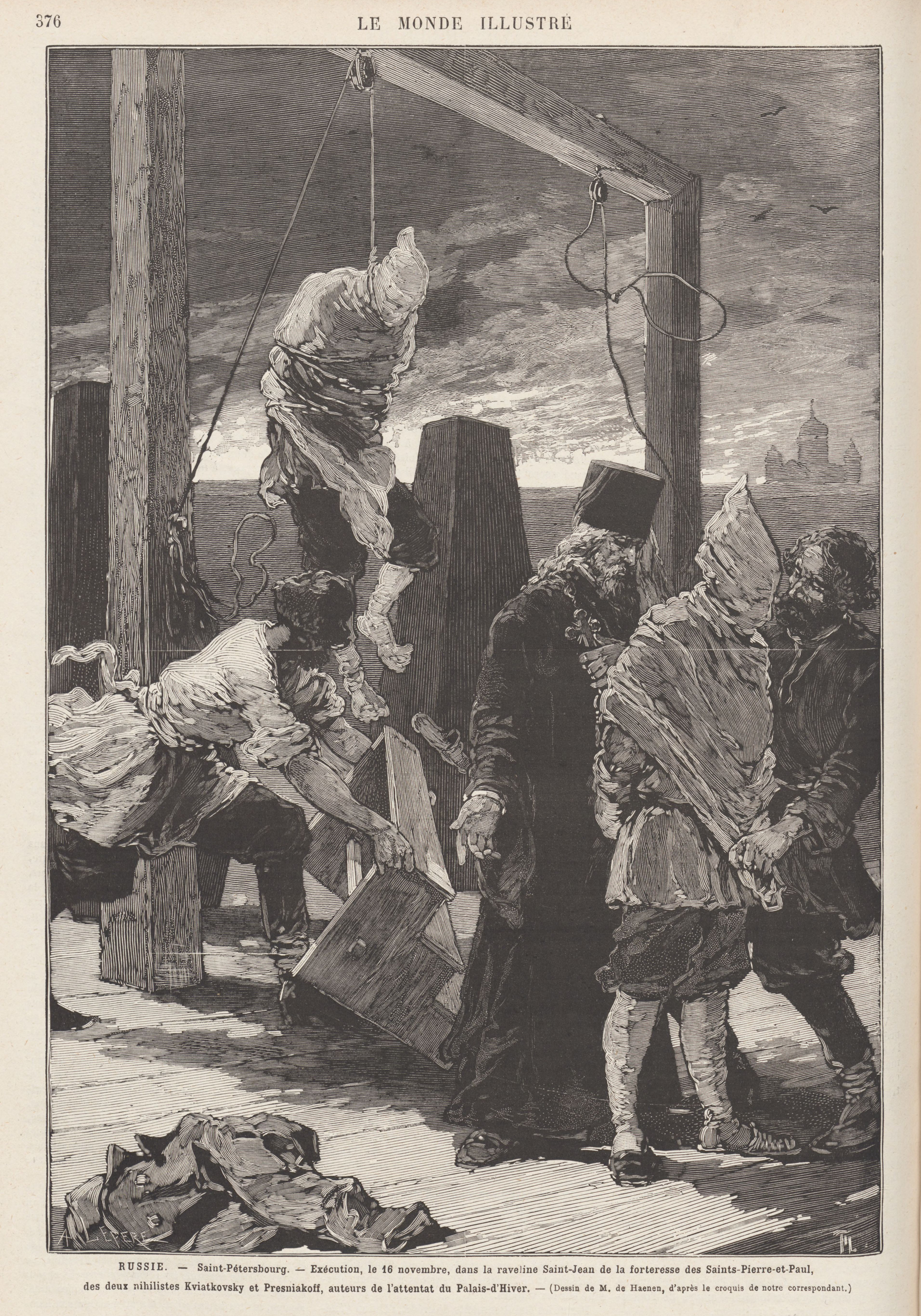
Ejecución de dos naródniki (Kviatkovski y Presniakov) en 1880 en la fortaleza de San Pedro y San Pablo, en San Petersburgo.

Naródnaya Volia (en alfabeto cirílico ruso, Наро́дная во́ля, transliterada académicamente como Naródnaja volja, 'Voluntad del Pueblo') fue una organización revolucionaria rusa de inicios de la década de 1880.
La misma fue formada en el mes de agosto de 1879, tras la división de Tierra y Libertad (en ruso: «Земля и Воля», Zemliá i Volia) en Naródnaya Volia y Repartición Negra (en ruso: «Чёрный Передел», Chorny Peredel).
Sus fundadores eran revolucionarios profesionales simpatizantes de la lucha política en contra de la autocracia. Crearon una organización clandestina muy sólida en una época de abundantes movimientos liberales en Rusia. Naródnaya Volia fue liderada por un comité ejecutivo al cual pertenecían: Aleksandr Mijáilov, Aleksandr Kviatkovski, Andréi Zheliábov, Sofía Peróvskaya, Vera Fígner, Nikolái Morózov, Mijaíl Frolenko, Lev Tijomírov, Aleksandr Baránnikov, Anna Yakímova y María Oshánina, entre otros.
Su acto más relevante fue el asesinato del zar Alejandro II mediante un atentado, cosa que lograron en marzo de 1881 al cabo de varios intentos fallidos. El grupo se disolvió en 1884.

## Véase también
